# Trichopterigia kishidai
Trichopterigia kishidai är en fjärilsart som beskrevs av Katsumi Yazaki 1987. Trichopterigia kishidai ingår i släktet Trichopterigia och familjen mätare. Inga underarter finns listade i Catalogue of Life.

## Bildgalleri

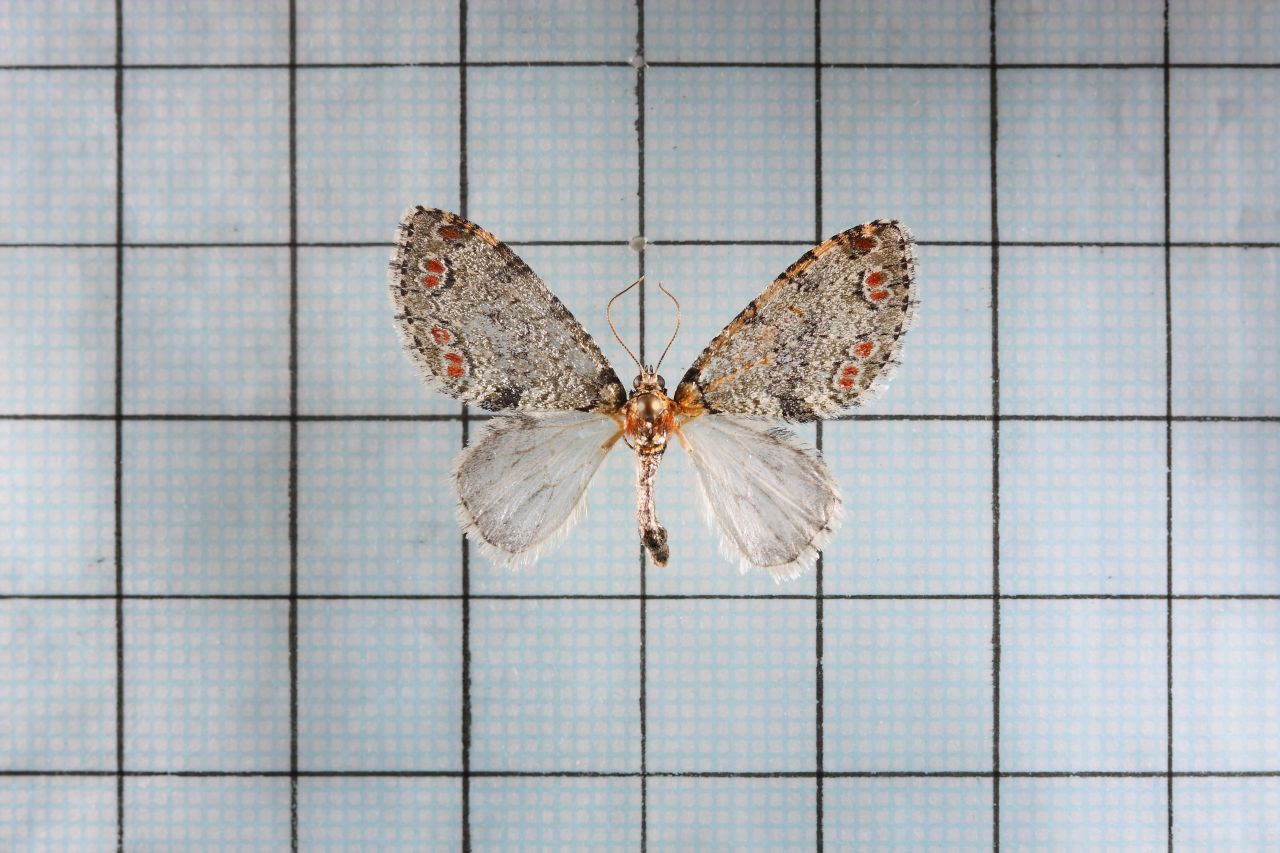
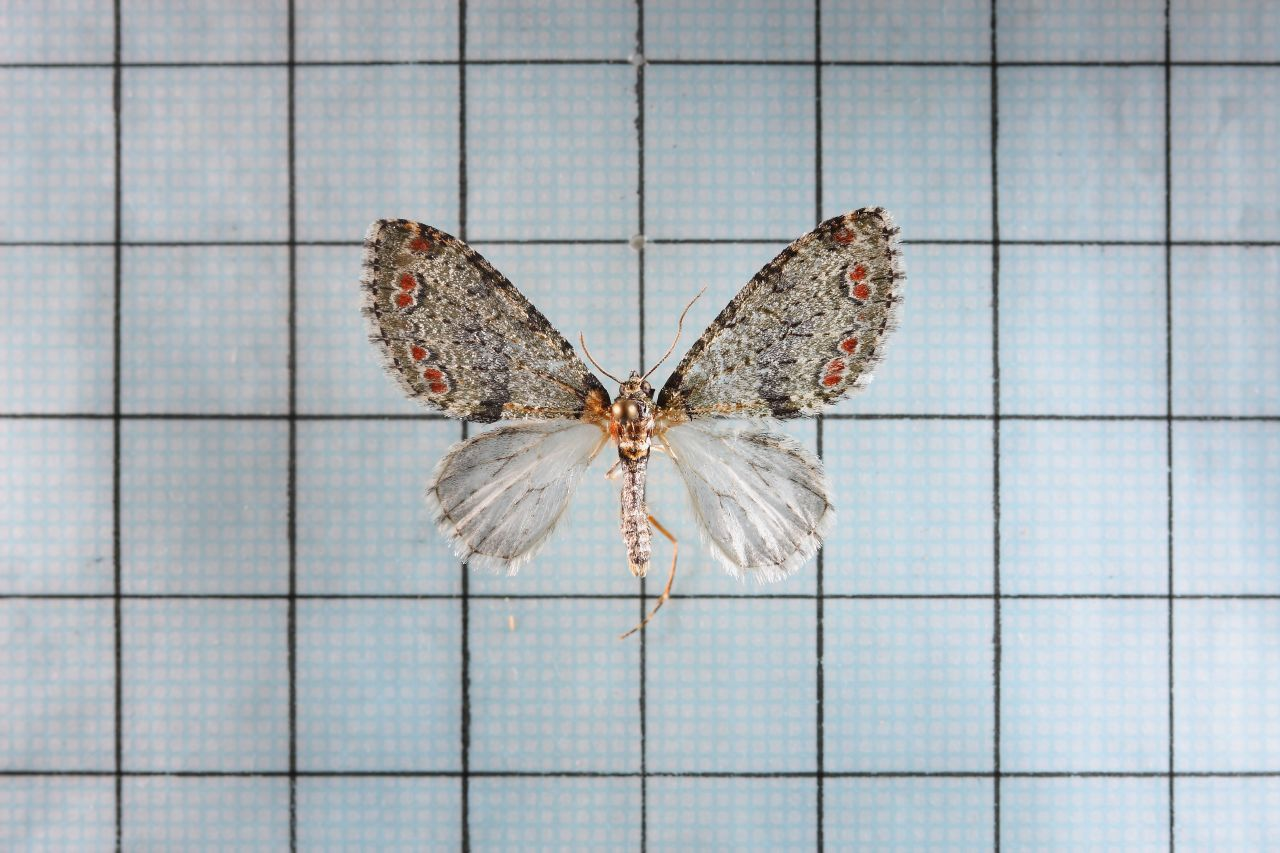